# Leichter Panzerspähwagen
El Leichter Panzerspähwagen (alemany: vehicle lleuger blindat de reconeixement) va ser una sèrie de vehicles blindats lleugers de quatre rodes dissenyats i produïts en l'Alemanya nazi des de 1935 fins a 1943-1944. Aquesta sèrie comprenia els vehicles Sd.Kfz. 221, Sd.Kfz.222 i Sd.Kfz. 223.
Utilitzat pels batallons de reconeixement (Aufklärungs-Abteilung) de les divisions Panzer, el vehicle va donar uns molt bons resultats en països on hi haguessin bones xarxes de carreteres, com per exemple l'oest d'Europa. Encara que en els fronts d'Àfrica i el de l'Est d'Europa, aquests vehicles no van tindre gaire èxit per la falta de carreteres i les seves no gaire bones característiques fora de la carretera.

## Disseny i desenvolupament

### Sd.Kfz. 221
El Sd.Kfz 221 va ser dissenyat per a obtenir les especificacions requerides per l'exèrcit per un vehicle blindat lleuger de reconeixement de simple construcció, possibilitat de funcionar amb una gran varietat d'octanatge en el combustible, durabilitat, i un bon funcionament fora de la carretera. No obstant això, aquest model va resultar ser massa petit i lleugerament armat, de manera que el 1936-37 es va planificar una versió més pesada, utilitzant un dels dos xassís estàndard per a cotxes blindats de quatre rodes: un amb un motor davanter i l'altre posterior. Aquesta última versió amb el motor posterior es va utilitzar amb el model Sd.Kfz. 222, que després es va convertir en el cotxe blindat lleuger estàndard al servei de al Wehrmach fins a la derrota de l'Alemanya nazi.
Els vehicles van ser desenvolupats per Eisenwerk Weserhütte de Bad Oeynhausen utilitzant el xassís del vehicle pesat Horch108 (Un dels Einheits-PKW der Wehrmacht; dissenys estandarditzats de cotxes pesats tot terreny per a les forces armades) amb un cos blindat i una torreta amb formes molt angulades. El cos es va ser construït per Horch (Auto Union) en Zwickau i produït per F. Schichau de Elbing i Maschinenfabrik Niedersachsen en Hanover-Linden.
El motor de benzina, era originalment el Horch V8 de 3,5 litres (en la variant Ausf. A); des de 1942, aquest motor va ser reemplaçat pel motor de 3,8 litres (en la variant Ausf. B), donant-li una velocitat en carretera d'uns 80 km/h, i fora de carretera uns 40 km/h. Tenia una distància operativa màxima d'uns 300 km.

### Sd.Kfz. 222

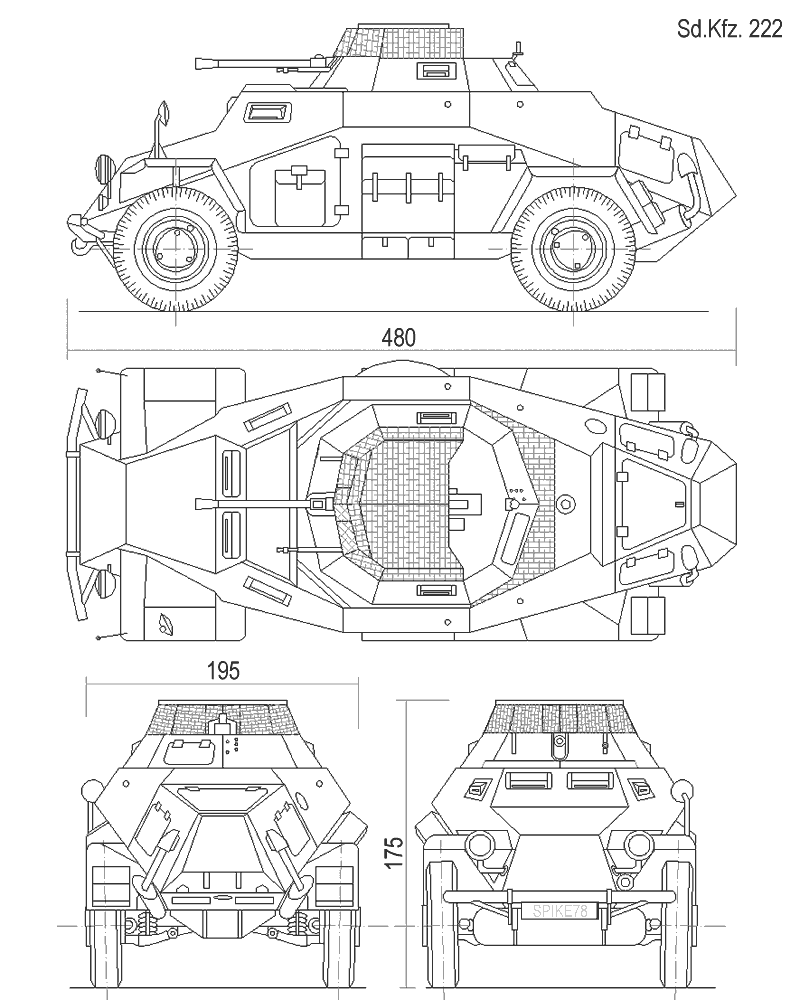
Planta i alçat del Sd.Kfz. 222

El Sd.Kfz. 222 estava equipat amb un canó automàtic de 20 mm com a armament més principal i una torreta més gran que la Sd.Kfz. 221, però encara era relativament petit i mancava de protecció superior a part d'una pantalla de filferro dissenyada per permetre que les granades de mà rodessin cap enfora, però això va fer que l'ús de l'armament principal fos problemàtic. La metralladora es va muntar de manera coaxial amb el canó automàtic, i ambdues armes estaven muntades amb pivots i equipades amb un mecanisme d'elevació i travessa i mecanismes de tret instal·lats a terra. El frontal i costats del vehicle estaven blindats amb 8 mm. de blindatge laminat homogeni, i unes plaques més petites de 5 mm. per protegir la part superior i de darrere del vehicle. Els seus punts de visió eren en un principi visors tallats en el vehicle fins que van ser canviats per troneres. La torreta oberta per la part superior estava protegida amb una tanca de dos batents de filferro anti-granades. A principis de 1939, es va augmentar el blindatge del frontal del vehicle fins a 14,5 mm. I en 1942, en la versió Ausf. B, el blindatge va tornar a ser augmentat, però aquest cop a 30 mm. de blindatge frontal, afegint també un motor més potent.
Durant l'Operació Barba-roja,es va començar a veure les limitacions d'aquests vehicles. El Sd.Kfz. 222 va ser substituït gradualment en el paper de reconeixement pel transport de personal semi-eruga Sd.Kfz. 250. Una variant del Sd.Kfz. 250, la el Sd. Kfz. 250/9, estava armada amb la mateixa torreta i armament que el Sd.Kfz. 222, però adaptades per aquell vehicle. Però la manca de subministraments i les aturades en la producció van fer que fos una variant poc estesa.
Els SdKfz 222 capturats per les tropes soviètiques van ser examinats pels dissenyadors soviètics, i van crear un vehicle bastant similar, el vehicle blindat lleuger BA-64.

## Variants
- Sd.Kfz. 221

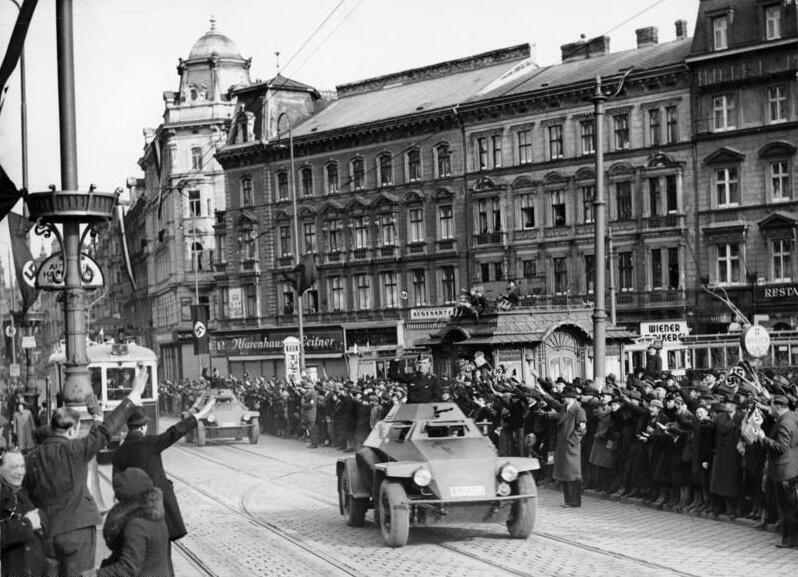
Una columna de Sd.Kfz. 221 desfilant per Viena durant l'Anschluss (1938)

Model base i primer en entrar en producció de la sèrie de vehicles blindats lleugers de reconeixent, construïts en un cos estàndard per al seu ús militar. El Sdkfz. 221 estava armat amb una sola metralladora MG 13 de 7,62 mm, que més tard, al 1938, va ser substituïda per la MG 34. Estava dissenyat per a dues persones, conductor i comandant del vehicle, i tenia un sistema de conducció a les 4 rodes. La seva producció va ser des de 1935 fins a 1940, amb com a mínim 339 vehicles produïts per a l'exèrcit (Wehrmacht). Alguns SdKfz 221 va ser rearmats amb el canó anti-tanc sPzB 41 de 28 mm en una torreta modificada. El seu nom complet era Leichter Panzerspähwagen (M.G.). Només va ser produït en el seu primer model de xassís (Ausf.A), el qual tenia un blindatge frontal màxim de 14,5 mm.
- Sd.Kfz. 222

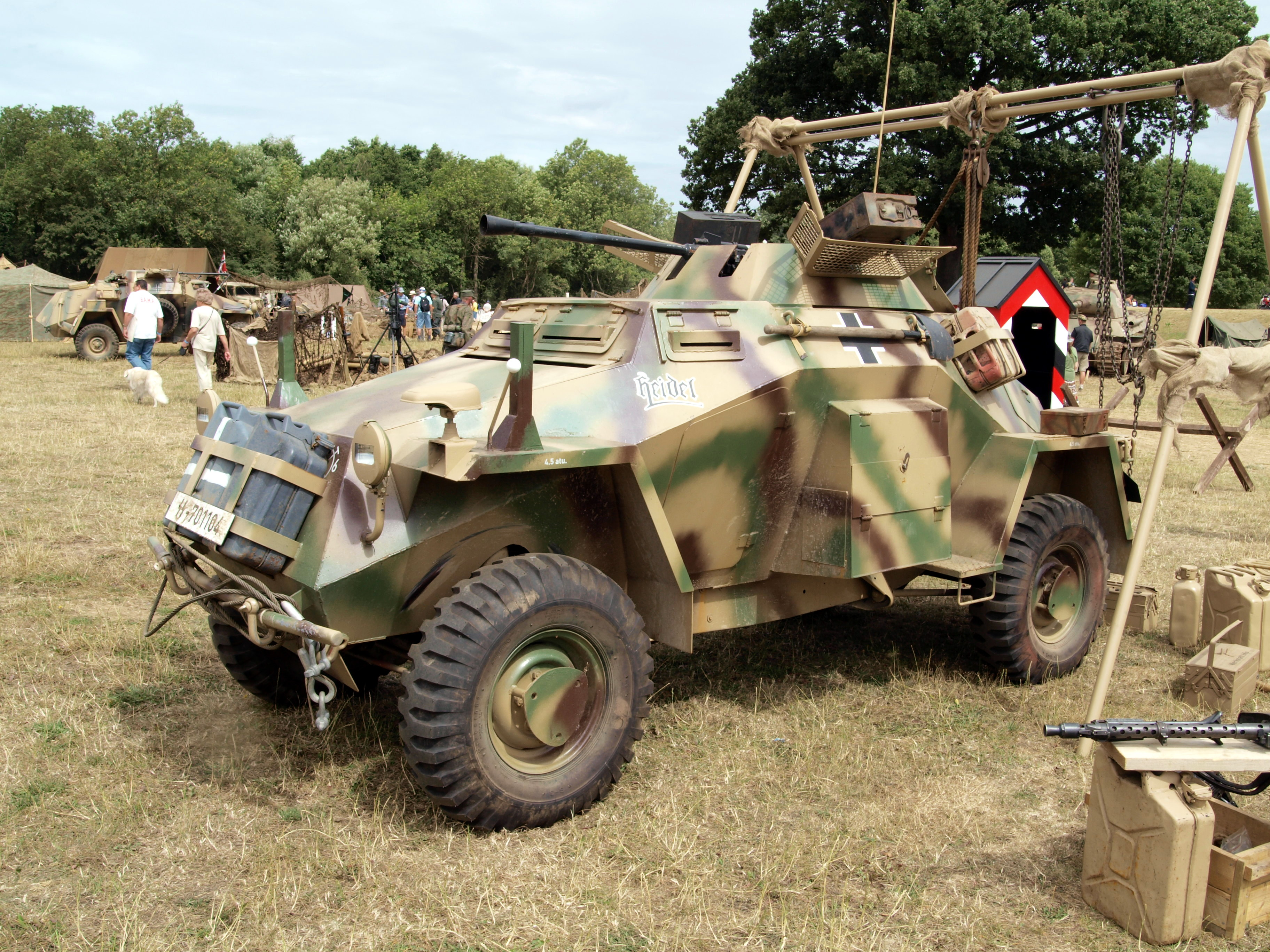
Un Sd.Kfz. 222 en una recreació històrica en Heider

Aquesta versió del vehicle estava armada amb un canó automàtic KwK 30 L/55 de 20 mm i una metralladora MG 13. La seva tripulació va ser augmentada a tres persones per la necessitat de tindre un artiller, rellevant al comandant d'aquesta tasca. En 1938, la seva MG13 va ser canviada per una MG34, i en 1942, el seu canó de KwK 30 de 20 mm va ser reemplaçat pel KwK 38, el qual tenia una cadència superior i tenia el mateix calibre. La seva producció va ser des de 1937 fins als entrats 1943, amb una producció de 990 vehicles produïts per a l'exèrcit. El seu nom complet era Leichter Panzerspähwagen (2 cm).
- Sd.Kfz. 223

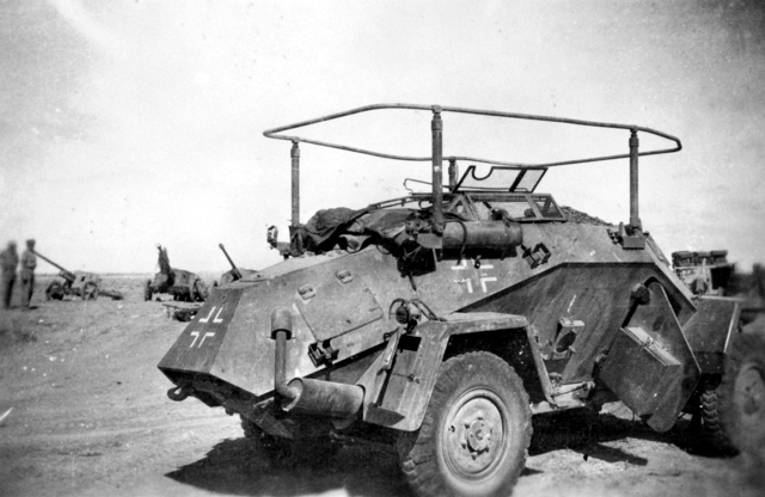
Un Sd.Kfz. 223 capturat al Nord d'Àfrica en 1942

Un vehicle blindat, amb unes característiques similars a les del Sdkfz 221, però amb l'adició d'una antena de marc al voltant del vehicle i una ràdio de distància mitjana FuG 10 de 30 Watts. Les seves versions posteriors anaven equipades amb una ràdio FuG 12 de 80 Watts. Va ser originalment dissenyat per anar armat amb una metralladora MG 13 de 7,92 mm, però es va canviar a una metralladora MG 34 (1938). La tripulació va passar de ser de 3 persones, per l'operador de ràdio. La seva producció va ser des de 1936 fins al gener de 1944, amb com a mínim 567 vehicles produïts per a l'exèrcit. El seu nom complet era Leichter Panzerspähwagen (Fu).
- Kleiner Panzerfunkwagen Sd.Kfz. 260/261

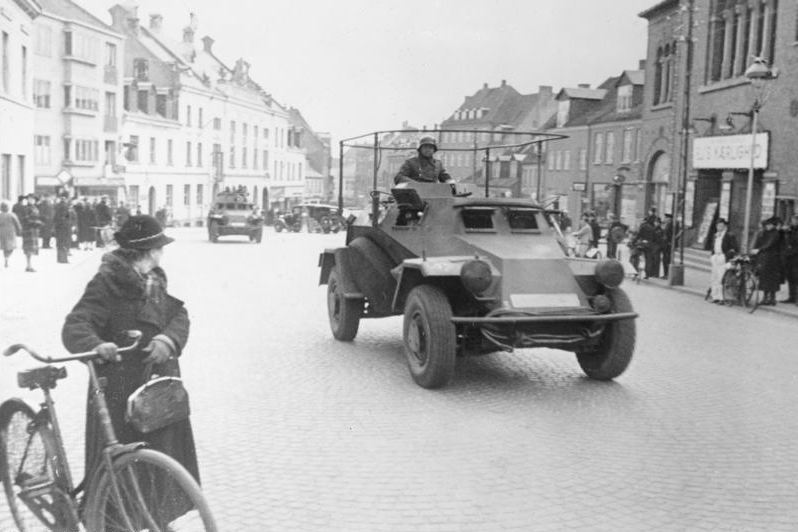
Un Sd.Kfz. 261, a Jutlàndia

Versió desarmada i preparada únicament com a vehicle per a portar una ràdio de llarga distància i una antena de marc al voltant del cos del vehicle. Generalment s'utilitzava per a reenviar senyals, però tres van ser utilitzats com a vehicles blindats a Finlàndia. El Sd.Kfz. 260 estava equipat amb una ràdio per a la comunicació amb l'aviació, i el Sd.Kfz. 261 tenia una altra ràdio per a comunicar-se amb altres unitats de la Wehrmacht. En setembre de 1940, els productors van demanar la producció de 36 Sd.Kfz. 260 i 289 Sd.Kfz. 261. La seva producció va durar des d'abril de 1941 fins a abril de 1943, amb 483 vehicles produïts, tant 260 com 261.

## Usuaris
- Alemanya nazi
- República de la Xina
- Bulgària
- Iugoslàvia